# إغناثيو سانشيز باريرا
إغناثيو سانشيز باريرا (بالإسبانية: Ignacio Sánchez Barrera)‏ هو لاعب كرة قدم مكسيكي، ولد في 20 يونيو 1972 في مدينة بويبلا في المكسيك.